# Ptilorrhoa caerulescens
Il garrulo splendido azzurro (Ptilorrhoa caerulescens (Temminck, 1836)) è un uccello passeriforme della famiglia degli Psophodidae.

## Etimologia
Il nome scientifico della specie, caerulescens, deriva dal latino medievale e significa "tendente all'azzurro", in riferimento alla livrea di questi uccelli: il nome comune altro non è che la traduzione di quello scientifico.

## Descrizione

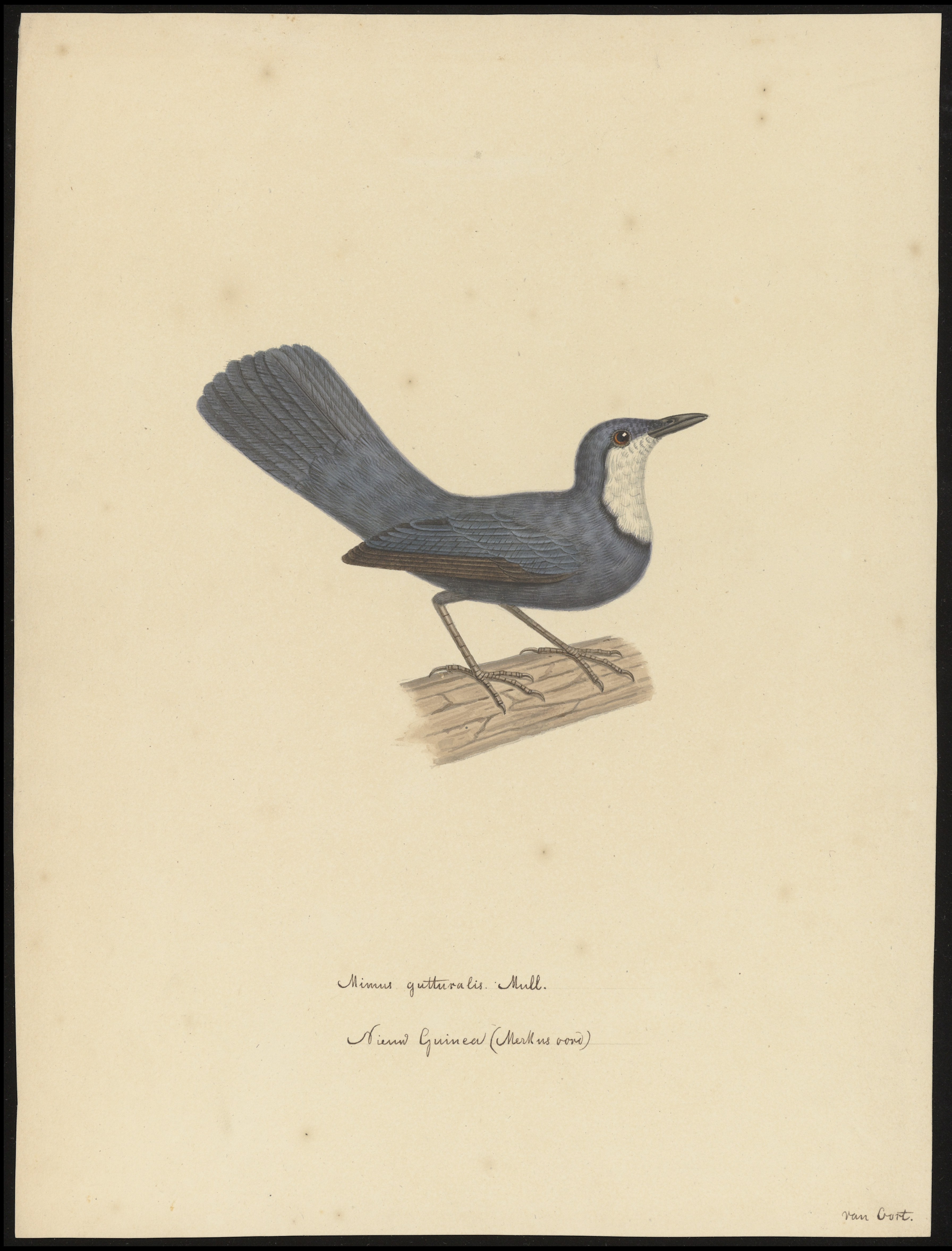
Illustrazione di un esemplare.

### Dimensioni
Misura 22 cm di lunghezza, per 49-61 g di peso.

### Aspetto
Si tratta di uccelli dall'aspetto robusto e slanciato, dalla testa arrotondata con becco sottile e dalla punta lievemente ricurva, ali arrotondate, zampe forti e allungate e coda lunga e dall'estremità arrotondata.
Il piumaggio è di colore azzurro lucido su tutto il corpo, ad eccezione di gola, guance e parte superiore del petto (che sono di colore bianco candido orlato di nero) e delle remiganti primarie (che sono di colore bruno scuro): il petto presenta sfumature brunastre, e le penne del ventre presentano base di colore bianco.

Il dimorfismo sessuale è poco evidente, con le femmine che (oltre ad essere più minute e slanciate) presentano area bianca golare meno estesa, e con orlo nero più sottile.
Il becco e le zampe sono di colore nerastro, mentre gli occhi sono di colore giallo ambrato.

## Biologia
Si tratta di uccelli dalle abitudini diurne, che vivono da soli o in coppie e passano la maggior parte della giornata al suolo o fra i rami bassi dei cespugli.
Il richiamo di questi uccelli è costituito da serie ripetute di 7 lunghe note fischianti identiche fra loro. 

### Alimentazione
Il garrulo splendido azzurro è essenzialmente insettivoro, nutrendosi di insetti ed altri piccoli artropodi reperiti al suolo, sondando il terreno, i detriti ed il legno morto col becco per mettere al nudo le prede.
Durante la ricerca di cibo, questo uccello è solito frullare le ali periodicamente, probabilmente per spaventare le prede e spingerle a muoversi per poterle predare.

### Riproduzione
Il ritrovamento di nidi (strutture a coppa fatte con rametti intrecciati e foderate internamente da fibre vegetali e licheni, situate fra i rami bassi di cespugli e alberi) con uova di colorazione variabile (dal giallino al grigio-rossiccio, sempre con pezzatura rada e di colore grigio-bruno) fra la metà di ottobre e la fine di dicembre lascerebbe intendere una stagione riproduttiva che va dalla fase finale della stagione secca all'inizion della stagione delle piogge: sebbene non si conosca altro circa i costumi riproduttivi di questa specie, si suppone che essi non differiscano significativamente da quelli di altre specie congeneri.

## Distribuzione e habitat
Il garrulo splendido azzurro è endemico della Nuova Guinea, della quale popola la fascia pianeggiante settentrionale dell'isola, nonché quella meridionale (pur essendo assente dall'area a sud del fiume Fly) e la penisola di Doberai.
L'habitat di questi uccelli è rappresentato dalla foresta pluviale primaria e secondaria con rigoglioso sottobosco, nonché dalla foresta a galleria.

## Tassonomia
Se ne riconoscono tre sottospecie:
- Ptilorrhoa caerulescens caerulescens (Temminck, 1836) - la sottospecie nominale, diffusa nella penisola di Doberai e nelle isole di Salawati e Misool;
- Ptilorrhoa caerulescens neumanni (Mayr & Meyer de Schauensee, 1939) - diffusa nella fascia pianeggiante settentrionale, ad est fino alla penisola di Huon[4];
- Ptilorrhoa caerulescens nigricrissus (Salvadori, 1876) - diffusa nella fascia costiera meridionale;

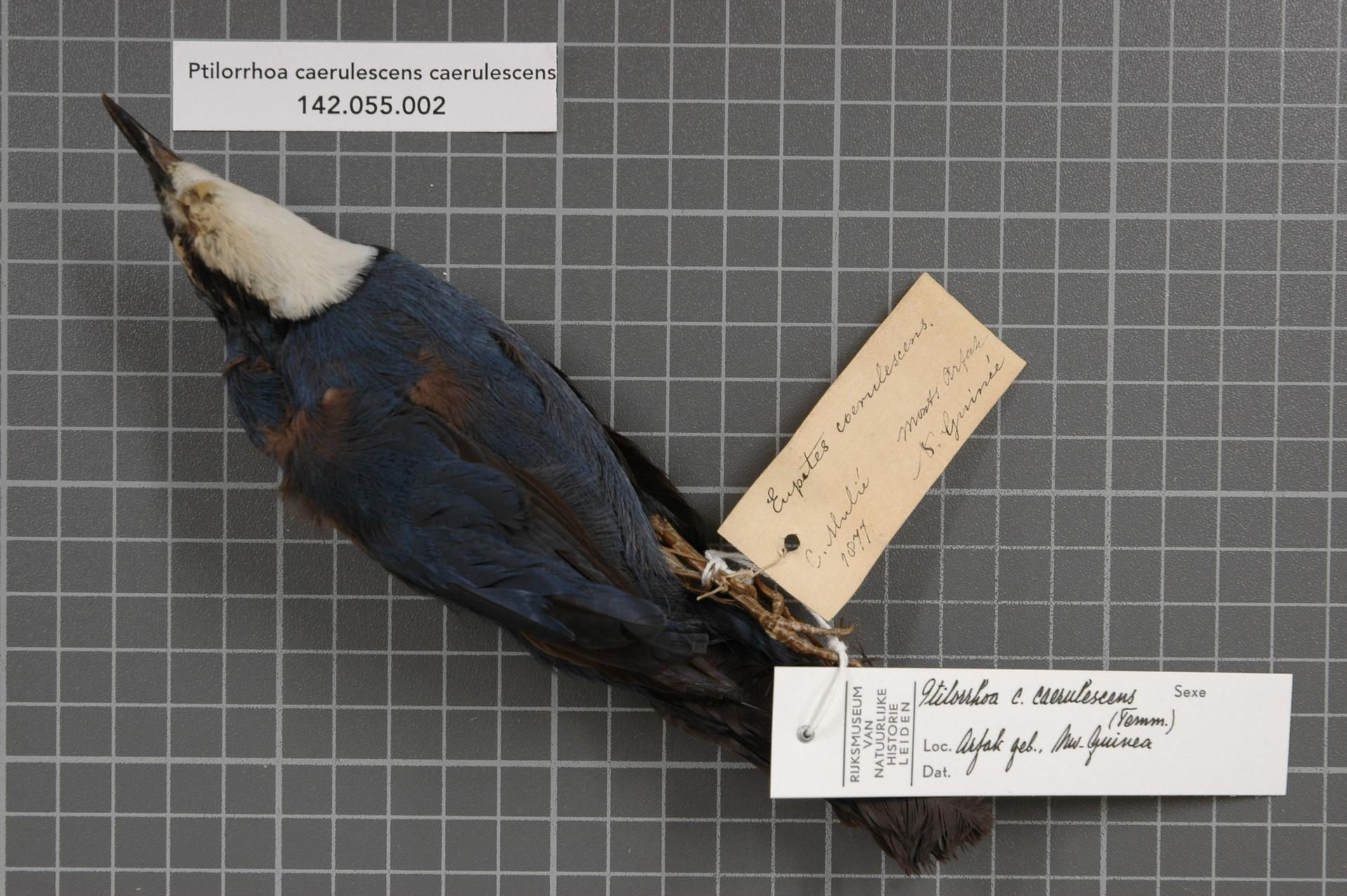
Esemplare impagliato della sottospecie nominale.
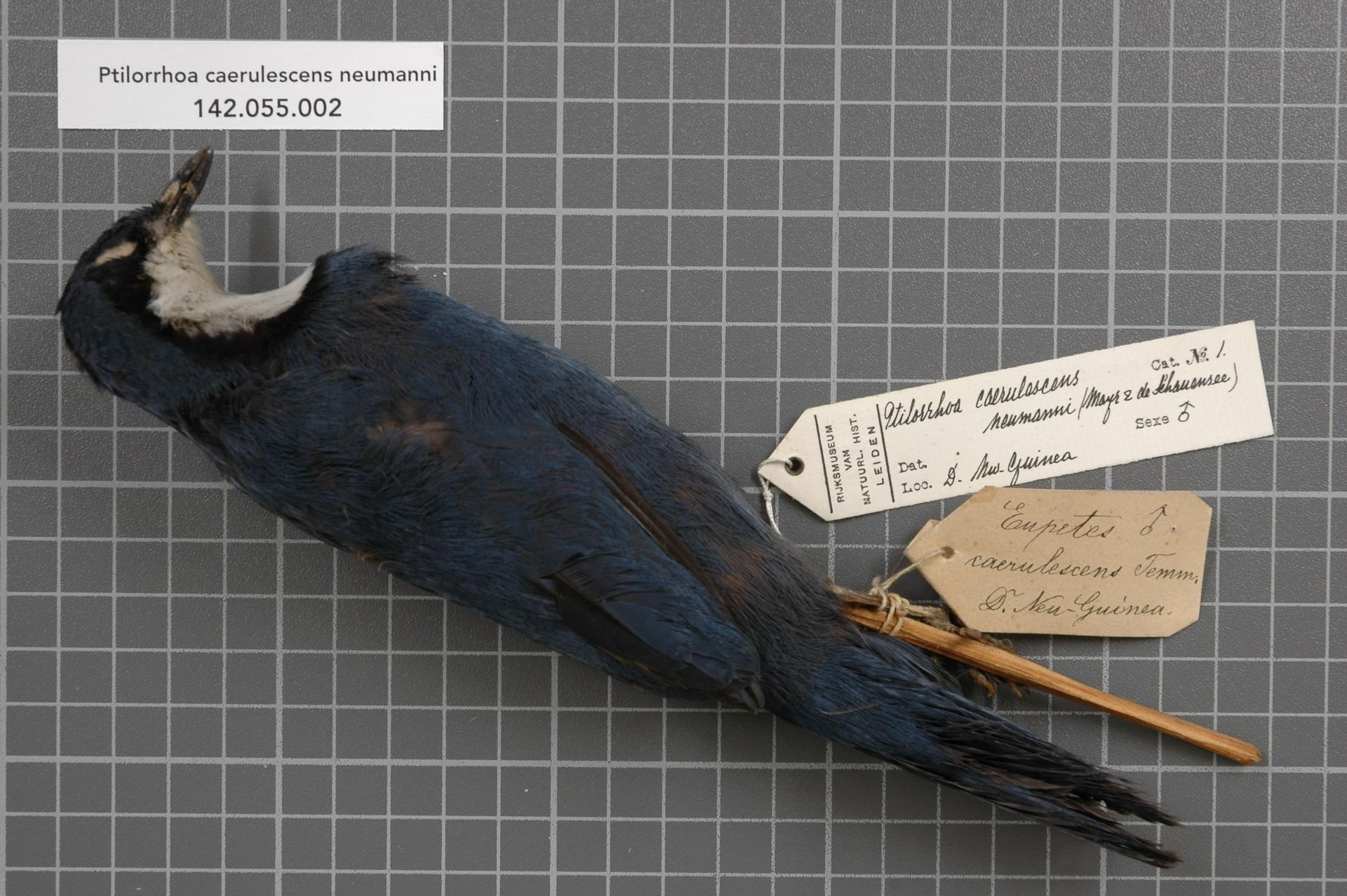
Maschio impagliato della sottospecie neumanni.
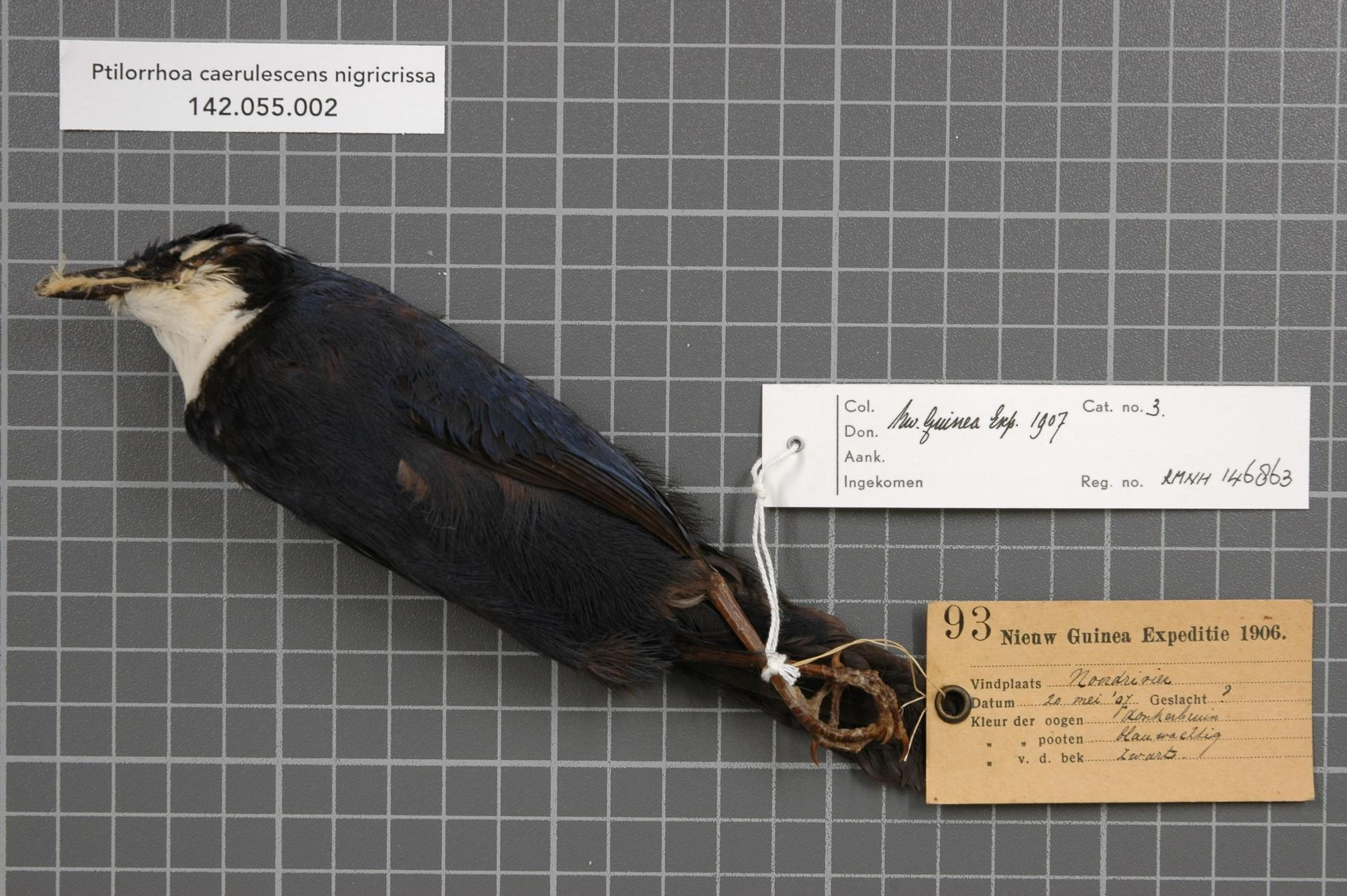
Esemplare impagliato della sottospecie nigricrissa.

In passato anche il garrulo splendido testabruna veniva considerato una sottospecie di quello azzurro, ma attualmente si tende a considerarlo una specie a sé stante.